# Kinnaskeri och Ryöväskeri
Kinnaskeri och Ryöväskeri svenska: Skinnarskär och Rövarskär är en ö i Finland. Den ligger i Bottenhavet och i kommunen Euraåminne (tidigare Luvia) i den ekonomiska regionen  Björneborgs ekonomiska region i landskapet Satakunta, i den sydvästra delen av landet. Ön ligger omkring 22 kilometer sydväst om Björneborg och omkring 230 kilometer nordväst om Helsingfors.
Öns area är 24,6 hektar och dess största längd är 0,9 kilometer i öst-västlig riktning.